# 메건 폴로스
미건 폴로스(Megan Follows, 영어 발음: /ˈmiːɡən/,1968년 3월 14일 ~ )는 캐나다의 배우이다.

## 출연 작품
- 바 논 (2013)
- 끝없는 세상 (2012)
- 플라이트 오브 더 버터플라이즈 (2012)
- 아이 엠 넘버 포 (2011)
- 브랙패스트 위드 스콧 (2007)
- 롭슨 암스 (2005)
- 크리스마스 차일드 (2003)
- 포린 어페어 (2003)
- 빨간머리 앤 - 참된 행복을 찾아서 (2000)
- 왓 케이티 디드 (1999)
- 다리 위에서 생긴 일 (1998)
- 탈주자(영어판) (1991)
- 야성의 절규 (1991)
- 돌아온 톰 소여와 허클베리 핀 (1990)
- 호두까기 왕자 (1990)
- 샴페인 찰리 (1989)
- 데스티니 (1988)
- 빨간머리 앤 - 선생님이 된 앤 (1987)
- 빨강머리 앤 (1985)
- 악마의 분신 (1985)

### 텔레비전
- 호보 (1981-82)
- ER (2001)
- 하트랜드 (2009-21)
- 레인 (2013-17)
- 머독 미스터리 (2017)